# 矮雷竹
矮雷竹（学名：Shibataea strigosa）为禾本科倭竹属下的一个种。

## 扩展阅读
- 維基物種上的相關：矮雷竹